# Gare de Trégonneau - Squiffiec
Gare de Trégonneau - Squiffiec vasútállomás Franciaországban, Squiffiec településen.

## Vasútvonalak
Az állomást az alábbi vasútvonalak érintik:
- Guingamp-Paimpol-vasútvonal

## Kapcsolódó állomások
A vasútállomáshoz az alábbi állomások vannak a legközelebb:
- Halte de Gourland (Gare de Guingamp, Guingamp-Paimpol-vasútvonal)
- Gare de Brélidy - Plouëc (Gare de Paimpol, Guingamp-Paimpol-vasútvonal)